# Expéditions de l'État indépendant du Congo vers le Nil
Les expéditions de l'État indépendant du Congo vers le Nil sont un ensemble d'expéditions menées par l'État indépendant du Congo (EIC) dans les années 1890 pour établir une tête de pont sur le Nil (actuel territoire sud-soudanais). Elles prirent fin avec la session puis la difficile occupation de l'enclave de Redjaf, et la fin de la crise de Fachoda entre la France et le Royaume-Uni.

## Rétroactes
Les Madhistes avaient pris Khartoum et massacré le général Charles Gordon le 26 janvier 1885. Ceux-ci avaient ensuite progressivement poussé des incursions vers le sud, jusqu'à pénétrer dans la vallée de l'Uele en 1891, au nord du territoire de l'État indépendant du Congo. 
Henry Morton Stanley eut une première fois l'occasion de les affronter lors de l'expédition de secours à Emin Pasha de 1886 à 1889.

## L'expédition Van Kerckhoven
Léopold II de Belgique choisit le capitaine Guillaume Van Kerckhoven pour mener une expédition dans les confins nord-est de l'État indépendant du Congo et investir Bahr-el-Ghazal. Pierre Ponthier, commandant l'avant-garde, occupa Djabbir puis attaqua et démantela le 27 octobre 1891 un camp madhiste établi entre le Bomokandi et l'Uele. D'autres agents de l'EIC occupèrent les sultanats du nord du territoire : Mîlz chez le sultan Semio, de la Kethule chez Rafaiï et Foulon chez Sessa.
Guillaume Van Kerkhoven, à la tête du gros de l'expédition, traversa l'Uele et fonda Amadi, Surongo, Niangara. Il atteignit le Nil à Wadelaï. Il fut tué accidentellement en 1893 par un tir d'un de ses soldats. 
Une expédition dirigée par Nilis passa le Bomu et s'approcha du Bahr-el-Ghazal, où elle dut livrer combat contre les Madhistes. L'expédition Hanolet pénétra dans le Chari. L'expédition Donckier de Donceel atteignit Liffi (en). La France cependant protesta et l'EIC dut limiter sa frontière au Bomu.

## L'expédition Chaltin
Les Madhistes reprirent cependant leurs incursions vers le sud. Ils furent battus en 1894, aux environs du poste fortifié de Dungu.
C'est à cette époque que fut conclu avec le Royaume-Uni, aux prises avec la rébellion mahdiste et les incursions françaises, un bail sur l'enclave du Lado, confirmant l'occupation de Dufile et Redjaf par l'EIC.
En 1895, Louis Napoléon Chaltin, qui venait de remporter des victoires sur les Arabo-Swahilis à Riba Riba puis aux Stanley Falls se rendit à Dungu pour attaquer les sultans Mbili et Ndoruma. Il dut affronter 3 000 guerriers azande, mais remporta cependant la victoire.  
Une expédition d'importance vers l'enclave du Lado lui fut confiée. Parti de Dungu fin 1896 avec 7 autres officiers blancs, 700 soldats, 500 auxiliaires et un canon, il atteignit le Nil après 50 jours de marche, et affronta victorieusement 1 500 guerriers madhistes à Redjaf le 14 février 1897. Le commandement de la place fut confié à Léon Hanolet (en).

### La révolte des Batetela
L'expédition Chaltin devait agir parallèlement à une colonne plus importante commandée par Francis Dhanis, comprenant 5 000 hommes, et qui devait traverser la forêt de l'Aruwimi en direction de l'enclave de Lado. Les soldats étaient pour la plupart d'anciens esclavagistes ou des batetela, dont certains s'étaient révoltés un an plus tôt à Luluabourg.
L'avant-garde de Dhanis, commandée par Leroy, et ses trois bataillons de 1 000 hommes chacun, commandés par les capitaines Mathieu, Julien et Doorme, partit des Stanley Falls en septembre 1896. Arrivés le 14 février 1897 au village de Dirfi, près de Dungu, celle-ci se révolta, le jour même où Chaltin atteignait le Nil. Dix officiers et sous-officiers, dont Leroy, furent tués.
L'expédition principale ne put être menée à bien, et Dhanis combattit la rébellion pendant plus de deux ans jusqu'au Kivu et au Maniema.

### La maitrise du Nil
En 1898, le poste de Redjaf eut à faire face à une attaque nocturne des madhistes, qui put être repoussée. 
Hanolet fit ensuite venir pièce par pièce de Léopoldville un steamer (bateau à vapeur) de 20 tonnes. Baptisé Van Kerckhoven, il permit à Josué Henry de prendre possession du fleuve au long de l'enclave jusqu'à Fachoda, pendant que Hanolet et Renier renforçaient les positions fortifiées.